# Eduard Baar von Baarenfels
Eduard Baar von Baarenfels (* 6. November 1855 in Bischofteinitz/Westböhmen (heute Tschechien); † 7. August 1935 auf Schloss Rohrbach bei Weistrach, Bezirk Amstetten in Niederösterreich) war ein Feldmarschallleutnant der Österreich-Ungarischen Monarchie.

## Leben
Eduard Baar absolvierte nach dem Gymnasium in Taus  in Westböhmen  die Kadettenschule in Prag, wurde 1877 Leutnant,1899 Major, 1904 Oberstleutnant, 1907 Oberst, am 31. Oktober 1912 (Rang vom 10. November des Jahres Generalmajor der Österreich-Ungarischen Armee). Er war Kommandant der 42. Landwehrbrigade in Prag und Träger hoher militärischer Auszeichnungen sowie Inhaber des päpstlichen Ordens „Pro Ecclesia et Pontifice“. Im Jahre 1913 wurde er mit dem Prädikat „von Baarenfels“ in den erblichen österreichischen Adelsstand erhoben und am 1. Juli 1914 pensioniert.
Am 10. August 1917 wurde er zum Titular-Feldmarschalleutnant ernannt.

## Familie
Eduard Baar von Baarenfels und seine Ehefrau Marianna von Pelikan, die von Schloss Rottenbüchel (Crnelo-Rottenbüchel) in Slowenien stammte, hatten drei Kinder; zwei Töchter und den Sohn Eduard Baar-Baarenfels, österreichischer Offizier und Politiker, Vizekanzler im zweiten Kabinett Kurt Schuschnigg.